# دارنل سیتو
دارنل سیتو (انگلیسی: Darnel Situ؛ زادهٔ ۱۸ مارس ۱۹۹۲) بازیکن فوتبال اهل فرانسه است.
از باشگاه‌هایی که در آن بازی کرده‌است می‌توان به باشگاه فوتبال لانس، باشگاه ورزشی آرهوس، باشگاه فوتبال سوانزی سیتی، و باشگاه فوتبال کوپر اشاره کرد.
وی همچنین در تیم‌های ملی فوتبال France national under-16 football team، زیر ۱۷ سال فرانسه، زیر ۱۸ سال فرانسه، و زیر ۱۹ سال فرانسه بازی کرده‌است.